# Erongo
Erongo est l’une des quatorze régions administratives de la Namibie. Sa capitale est Swakopmund.

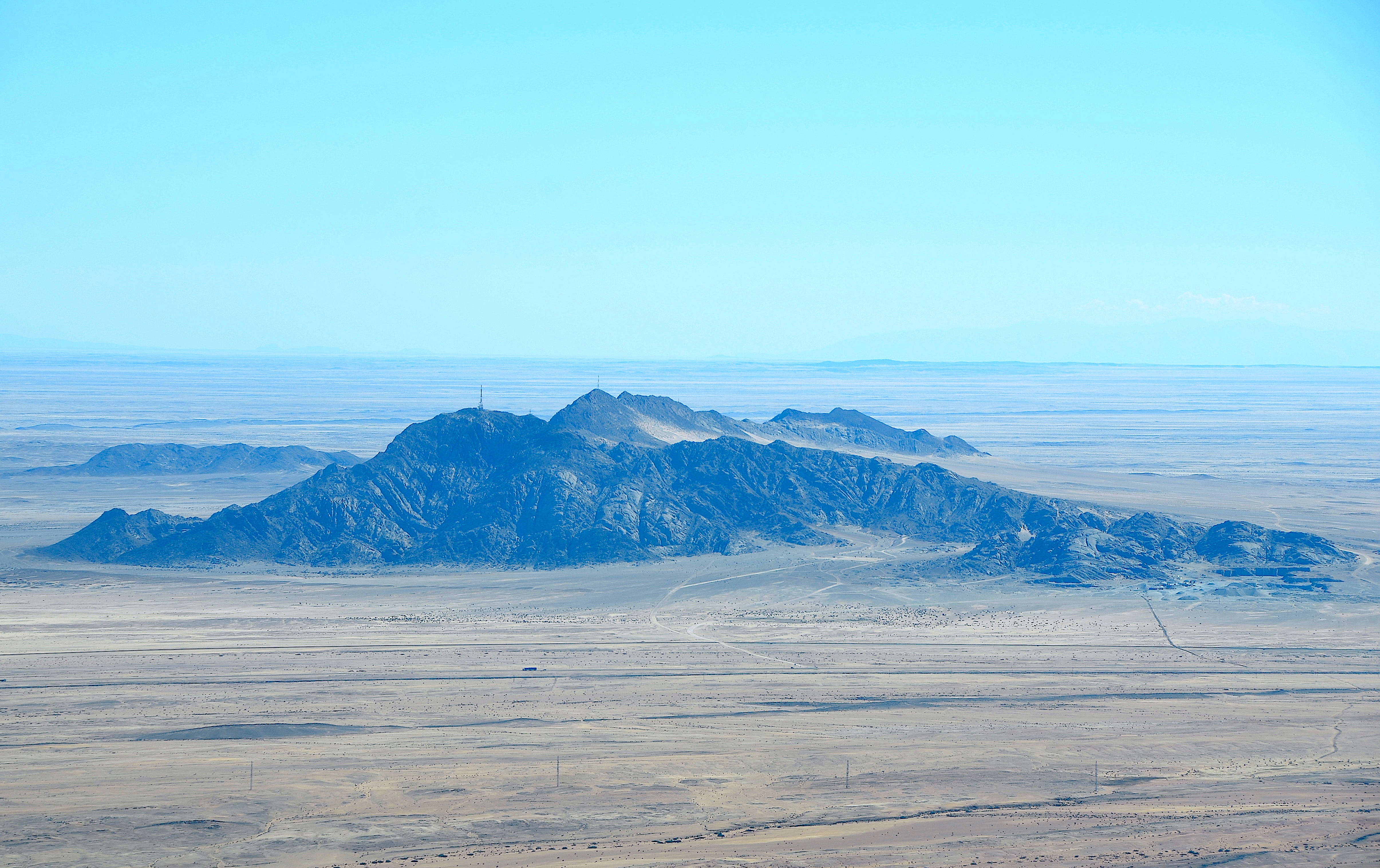
La Rössingberge, massif montagneux d'Erongo.
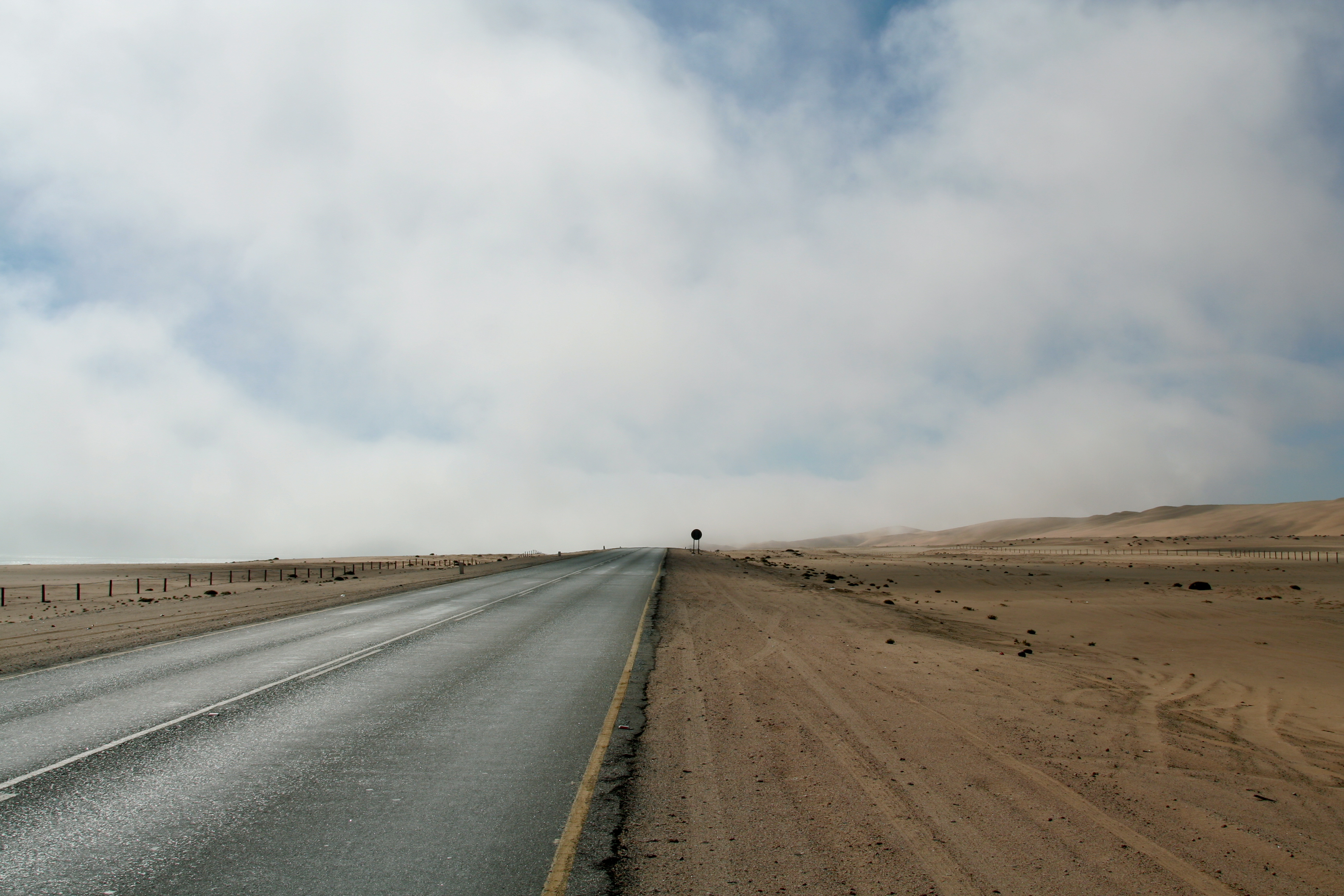
Route en direction de Swakopmund.